# Herzograd
Herzograd ist eine Siedlung in der Stadtgemeinde St. Valentin im Bezirk Amstetten in Niederösterreich.

## Geografie
Die Siedlung befindet sich südlich von St. Valentin und nordöstlich des Nibelungenwerks. Am 1. April 2020 umfasste die Siedlung 55 Gebäude.

## Geschichte
Der Herzograder Wald (auch Köttinger Wald) war einst ein ausgedehntes, beinahe 10 Kilometer langes Waldgebiet an der niederösterreichischen Seite der Enns, das sukzessive verkleinert wurde und heute zwischen Industriebauten, Teststrecken und Bahnlinie nurmehr in Resten vorhanden ist. In den 1940ern wurde hier eine Werkssiedlung angelegt und nach dem Wald bzw. einer dem Wald vorgelagerten Fläche namens Herzograder Feld benannt. Die Siedlung erstreckt sich von den Haupteingängen des Nibelungenwerks nach Nordosten in Richtung St. Valentin und stellt das Bindeglied zwischen St. Valentin und den Fabriken dar. Sie war für die Eliten gedacht und bestand aus 28 Doppelhäusern, Verwalterhaus, Gefolgschaftshaus, Kaufhaus und einer Direktionsvilla. Die Pläne hierfür stammten von Franz Mörth. Die Siedlung stand im Besitz der Verwaltungsgesellschaft für Montanindustrie und wurde nach 1945 an Privatpersonen verkauft.

## KZ-Außenlager
In Herzograd befand sich ein Außenlager des KZ Mauthausen, deren Häftlinge zur Zwangsarbeit im Nibelungenwerk angehalten wurden. Das KZ bestand aus einem Verwaltungsgebäude und etwa 10 Baracken, in denen 800–1500 Häftlinge untergebracht waren, überwiegend Facharbeiter aus Polen und anderen Ländern, aber auch Bayern und mehrere hundert Juden.

## Persönlichkeiten
- Anna Strasser (1921–2010), Widerstandskämpferin gegen den Nationalsozialismus